# Teddy Aeby
Pour les articles homonymes, voir Aeby.
Teddy Aeby, né le 20 octobre 1928 à Fribourg et mort le 17 avril 1992 dans la même ville, est un graveur, dessinateur, peintre et professeur de dessin suisse.

## Biographie

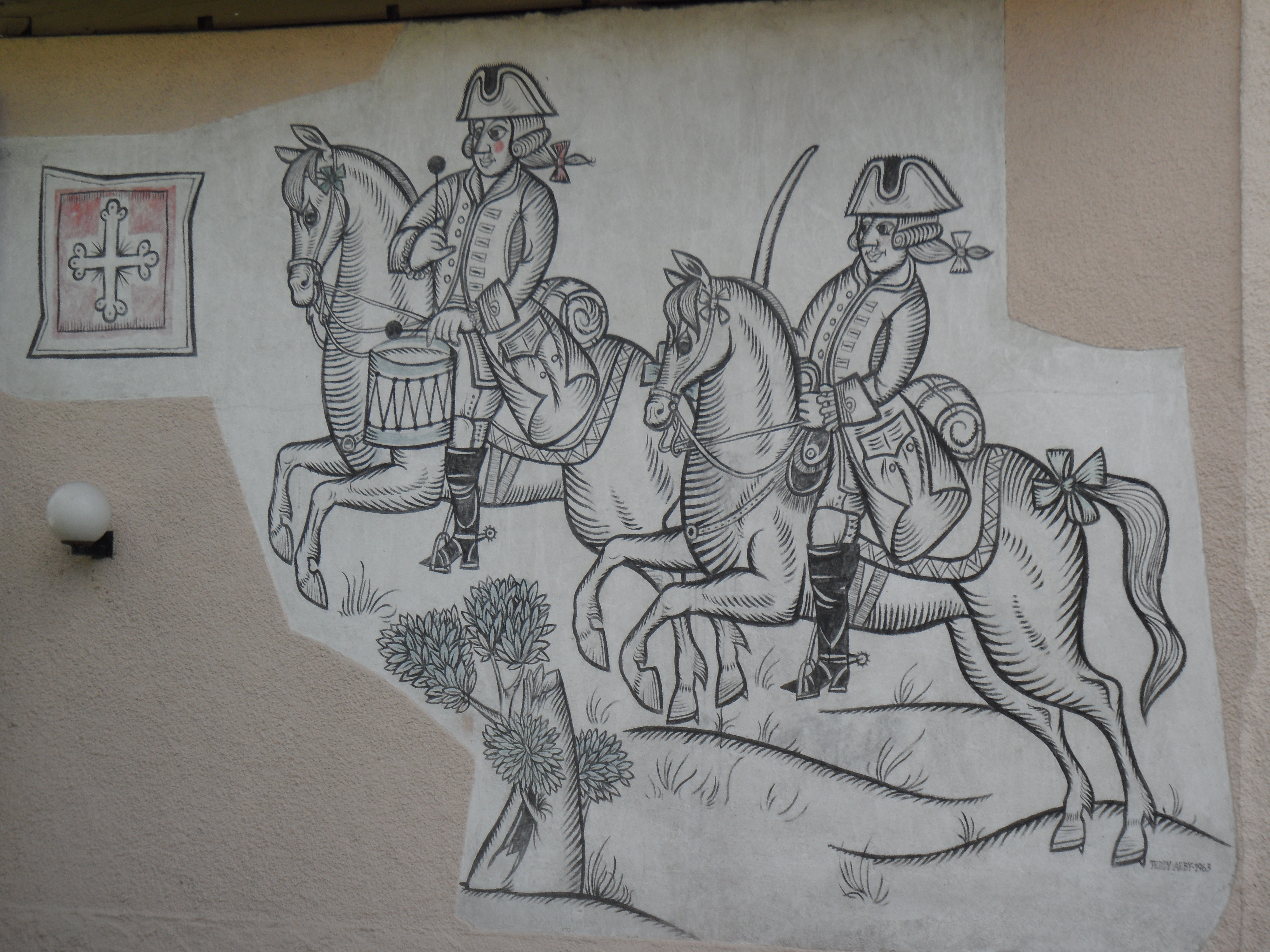
Peinture murale sans texte de Teddy Aeby datant de 1963 à Marly.